# John McTiernan
John Campbell McTiernan, Jr. (Albany, New York, 1951. január 8. –) amerikai filmrendező, producer és forgatókönyvíró. 

## Élete és pályafutása
Leginkább akciófilmjeiről híres, mint például a Ragadozó (1987), a Drágán add az életed! (1988) és a Vadászat a Vörös Októberre (1990). Későbbi ismertebb rendezései közé tartozik Az utolsó akcióhős (1993), a Die Hard – Az élet mindig drága (1995), A Thomas Crown-ügy (1999) és legutolsó elkészült filmje, a Kiképzőtábor (2003).
A 2010-es évek elején börtönbüntetésre ítélték hamis eskü és egy FBI nyomozó megtévesztése miatt egy lehallgatási ügy kapcsán, melynek során McTiernan két embert – köztük Charles Rovent (akivel a Rollerball – Könyörtelen játék című 2002-es filmben együtt dolgozott) – egy magánnyomozóval illegálisan lehallgattatott. A rendező 2013 áprilisa és 2014 februárja között töltötte le börtönbüntetését.

## Filmográfia
| Év   | Magyar cím                      | Eredeti cím                           | Feladatkör | Feladatkör |
| Év   | Magyar cím                      | Eredeti cím                           | Rendező    | Producer   |
| ---- | ------------------------------- | ------------------------------------- | ---------- | ---------- |
| 1986 | A horda                         | Nomads                                | Igen       | Nem        |
| 1987 | Ragadozó                        | Predator                              | Igen       | Nem        |
| 1988 | Drágán add az életed!           | Die Hard                              | Igen       | Nem        |
| 1990 | Vadászat a Vörös Októberre      | The Hunt for Red October              | Igen       | Nem        |
| 1991 | Intruderek támadása             | Flight of the Intruder                | Nem        | Vezető     |
| 1992 | Medicine Man                    | Medicine Man                          | Igen       | Nem        |
| 1993 | Az utolsó akcióhős              | Last Action Hero                      | Igen       | Igen       |
| 1995 | Die Hard – Az élet mindig drága | Die Hard with a Vengeance             | Igen       | Igen       |
| 1995 |                                 | The Right to Remain Silent (tévéfilm) | Nem        | Igen       |
| 1996 | Lovak lovagja                   | Amanda                                | Nem        | Igen       |
| 1997 |                                 | Quicksilver Highway (tévéfilm)        | Nem        | Vezető     |
| 1999 | A 13. harcos                    | The 13th Warrior                      | Igen       | Igen       |
| 1999 | A Thomas Crown-ügy              | The Thomas Crown Affair               | Igen       | Nem        |
| 2002 | Rollerball – Könyörtelen játék  | Rollerball                            | Igen       | Igen       |
| 2003 | Kiképzőtábor                    | Basic                                 | Igen       | Nem        |